# Gonioctena oculata
Gonioctena oculata is een keversoort uit de familie bladkevers (Chrysomelidae). De wetenschappelijke naam van de soort werd in 2002 gepubliceerd door Wang & Ge in Wang Shu-yong.